# Little Talks
Little Talks è un singolo del gruppo musicale islandese Of Monsters and Men, pubblicato il 20 dicembre 2011 come primo estratto dal primo album in studio My Head Is an Animal.

## Promozione
La canzone viene scelta nel settembre 2012 come colonna sonora della compagnia telefonica Vodafone e nel dicembre dello stesso anno dello spot del film di Neri Parenti Colpi di fulmine.

## Video musicale
Il videoclip, di ambientazione gotica e fantastica, è caratterizzato dall'intreccio di riprese reali e scene di animazione e dal contrasto fra il bianco e nero, nettamente predominante, e la presenza di brevi scene dai colori sgargianti.
Fu pubblicato su YouTube con grande successo di visualizzazioni. Nel gennaio 2017, a 6 anni dal lancio, sfiora i 206 milioni di contatti.

## Classifiche

### Classifiche settimanali
| Classifica (2011-2012) | Posizione massima |
| ---------------------- | ----------------- |
| Australia              | 7                 |
| Austria                | 9                 |
| Canada                 | 55                |
| Belgio (Fiandre)       | 3                 |
| Belgio (Vallonia)      | 11                |
| Francia                | 86                |
| Germania               | 5                 |
| Irlanda                | 1                 |
| Islanda                | 1                 |
| Italia                 | 7                 |
| Paesi Bassi            | 16                |
| Regno Unito            | 12                |
| Repubblica Ceca        | 2                 |
| Slovacchia             | 12                |
| Spagna                 | 21                |
| Stati Uniti            | 25                |
| Svezia                 | 29                |
| Svizzera               | 24                |

### Classifiche di fine anno
| Classifica (2012) | Posizione |
| ----------------- | --------- |
| Belgio Fiandre    | 11        |
| Belgio Vallonia   | 44        |
| Paesi Bassi       | 46        |